# Hull City Association Football Club 2023-2024
Questa voce raccoglie le informazioni riguardanti lo Hull City Association Football Club nelle competizioni ufficiali della stagione 2023-2024.

## Maglie e sponsor
| Casa | Trasferta | Terza divisa |

Sponsor ufficiale: Corendon Airlines
Fornitore tecnico: Umbro

## Organico

### Rosa 2023-2024
Rosa aggiornata al 2 febbraio 2024.
| N. |                        | Ruolo | Calciatore             |
| -- | ---------------------- | ----- | ---------------------- |
| 1  | Inghilterra (bandiera) | P     | Matt Ingram            |
| 2  | Inghilterra (bandiera) | D     | Lewie Coyle (capitano) |
| 3  | Inghilterra (bandiera) | D     | Ryan Giles             |
| 4  | Inghilterra (bandiera) | D     | Jacob Greaves          |
| 5  | Inghilterra (bandiera) | D     | Alfie Jones            |
| 6  | Irlanda (bandiera)     | D     | Sean McLoughlin        |
| 7  | Turchia (bandiera)     | C     | Ozan Tufan             |
| 8  | Scozia (bandiera)      | C     | Greg Docherty          |
| 9  | Paesi Bassi (bandiera) | A     | Noah Ohio              |
| 10 | Mali (bandiera)        | C     | Adama Traoré           |
| 12 | Inghilterra (bandiera) | A     | Billy Sharp            |
| 15 | Inghilterra (bandiera) | C     | Tyler Morton           |
| 17 | Inghilterra (bandiera) | P     | Ryan Allsop            |
| 20 | Inghilterra (bandiera) | A     | Liam Delap             |

| N. |                           | Ruolo | Calciatore      |
| -- | ------------------------- | ----- | --------------- |
| 21 | Inghilterra (bandiera)    | C     | Brandon Fleming |
| 23 | Inghilterra (bandiera)    | C     | Jaden Philogene |
| 24 | Costa d'Avorio (bandiera) | C     | Jean Seri       |
| 25 | Irlanda (bandiera)        | D     | James Furlong   |
| 27 | Inghilterra (bandiera)    | C     | Regan Slater    |
| 29 | Inghilterra (bandiera)    | D     | Matty Jacob     |
| 30 | Croazia (bandiera)        | P     | Ivor Pandur     |
| 31 | Inghilterra (bandiera)    | A     | Vaughn Covil    |
| 33 | Irlanda (bandiera)        | D     | Cyrus Christie  |
| 44 | Irlanda (bandiera)        | A     | Aaron Connolly  |
| 45 | Portogallo (bandiera)     | C     | Fábio Carvalho  |
| 47 | Marocco (bandiera)        | C     | Anass Zaroury   |
| 50 | Turchia (bandiera)        | C     | Abdülkadir Ömür |
|    | Galles (bandiera)         | P     | David Robson    |

### Staff tecnico
- Acun Ilicali - Presidente
- Tan Kesler - Vice Presidente
- Vacante - Direttore Tecnico
- Liam Rosenior - Allenatore
- Andy Dawson - Collaboratore Tecnico
- Justin Walker [4] - Collaboratore Tecnico
- Robbie Stockdale- Vice Allenatore/Collaboratore Tecnico
- Beri Pardo-Collaboratore Tecnico
- Barry Richardson- Allenatore Portieri
- Ryan Maddra - Match Analyst
- Matthew Busby - Preparatore Atletico
- Stuart Leake - Capo Fisioterapista
- Vacante - Medico sociale
- John Eyre - Collaboratore Tecnico/Kits